# Пузан (Могилёвская область)
Пуза́н (бел. Пузан) — посёлок в составе Черноборского сельсовета Быховского района Могилёвской области Республики Беларусь.

## Население
- 2010 год — 5 человек